# Episodi di Vikings (prima stagione)
La prima stagione della serie televisiva Vikings, composta da nove episodi, è stata trasmessa sul canale canadese History dal 3 marzo al 28 aprile 2013.
In Italia, la stagione è andata in onda in prima visione assoluta su Rai 4 dal 28 maggio al 23 luglio 2014. I titoli italiani sono stati aggiunti quando la stagione è stata pubblicata da Netflix.
Il cast principale di questa stagione è formato da Travis Fimmel, Katheryn Winnick, Clive Standen, Jessalyn Gilsig, Gustaf Skarsgård, Gabriel Byrne, George Blagden, Donal Logue, Alyssa Sutherland.
| nº | Titolo originale      | Titolo italiano      | Prima TV Canada | Prima TV Italia |
| -- | --------------------- | -------------------- | --------------- | --------------- |
| 1  | Rites of Passage      | Riti di passaggio    | 3 marzo 2013    | 28 maggio 2014  |
| 2  | Wrath of the Northmen | L'ira dei norreni    | 10 marzo 2013   | 4 giugno 2014   |
| 3  | Dispossessed          | Espropriato          | 17 marzo 2013   | 11 giugno 2014  |
| 4  | Trial                 | Difficoltà           | 24 marzo 2013   | 18 giugno 2014  |
| 5  | Raid                  | L'attacco            | 31 marzo 2013   | 25 giugno 2014  |
| 6  | Burial of the Dead    | Sepoltura            | 7 aprile 2013   | 2 luglio 2014   |
| 7  | A King's Ransom       | Il riscatto di un re | 14 aprile 2013  | 9 luglio 2014   |
| 8  | Sacrifice             | Sacrificio           | 21 aprile 2013  | 16 luglio 2014  |
| 9  | All Change            | Cambia tutto         | 28 aprile 2013  | 23 luglio 2014  |

## Riti di passaggio

Immagine dalla sigla.

- Titolo originale: Rites of Passage
- Diretto da: Johan Renck
- Scritto da: Michael Hirst

### Trama
Scandinavia, 793 d.C. Ragnar Lodbrok è un corsaro razziatore al servizio del conte Haraldson, per cui compie facili incursioni nelle terre orientali, ritenute povere ed indifese. La sua ambizione lo porta a  desiderare di viaggiare verso occidente, in terre ricche e ritenute sfavorevoli perché governate da regnanti potenti. Recatosi al villaggio di Kattegat per la cerimonia di iniziazione alla vita adulta del figlio dodicenne Bjorn, Ragnar incontra suo fratello Rollo per spiegargli come intenda navigare verso ovest. Nel palazzo del conte, dapprima si tiene un processo che si conclude con la condanna per due colpevoli rispettivamente di furto e omicidio, quindi si tiene la cerimonia per il figlio di Ragnar ed un altro ragazzo. Giunge il momento di parlare delle razzie dell'estate successiva e Ragnar espone alla folla e al conte la sua idea di tentare un viaggio per mare verso le terre a occidente. Il capo rifiuta la sua proposta e in un colloquio privato intima a Ragnar di non provare più a mettersi contro le sue decisioni. Deluso, Ragnar consulta un indovino senza ottenere una risposta soddisfacente. Decide di procurarsi la nave per conto suo e si reca dall'amico Floki, falegname e costruttore di navi e, mentre discutono della caratteristiche della nave, gli promette che ripagherà le spese per la nave con il bottino conquistato. Al ritorno a casa, Ragnar viene raggiunto da Rollo e i due discutono sul reclutamento dell'equipaggio e sul fatto che entrambi avrebbero avuto pari grado nell'avventura. Ragnar si allontana per cercare un segnale positivo dagli dei per la sua impresa, mentre Rollo ne approfitta per fare delle rozze avances alla moglie del fratello Lagertha, la quale esprime il suo diniego con decisione e una certa abilità dialettica. Successivamente Ragnar, Floki e Rollo inaugurano per un breve collaudo la nave appena costruita, mentre vengono osservati a distanza dall'uomo di fiducia del conte Haraldson, incaricato di tenere d'occhio Ragnar.
- Guest star: John Kavanagh (Indovino), David Pearse (Svein), Nathan O'Toole (Bjorn).
- Altri interpreti: Eddie Drew (Odino), Ruby O'Leary (Gyda), Gerard McCarthy (Brondsted), Billy Gibson (Ulf), Eddie Elks (Olafur), David Wilmot (Olaf Andwend), Conor Madden (Eric Trygvasson), Donna Dent (Rafarta), Cian Quinn (Olaf figlio di Ingolf).
- Ascolti USA: telespettatori 6 212 000[2]

## L'ira dei norreni
- Titolo originale: Wrath of Northmen
- Diretto da: Johan Renck
- Scritto da: Michael Hirst

### Trama
Il conte Haraldson proibisce di andare a fare razzie verso ovest, ma Ragnar, Rollo, Floki ed altri decidono di navigare in quella direzione ugualmente. Ragnar proibisce a Lagertha di partecipare alle razzie in Inghilterra, nonostante lei voglia a tutti i costi andare. Nel frattempo uno degli uomini di fiducia del conte Haraldson viene invitato con l'inganno dallo stesso conte a giacere con la moglie di questi, Siggy: questo gli farà perdere la fiducia del conte che lo fa uccidere. Ragnar ed i suoi compagni partono con la nuova nave costruita da Floki ed arrivano sulle coste dell'Inghilterra, con il nuovo metodo di navigazione appreso da Ragnar. Sbarcati sulle coste britanniche della Northumbria, i vichinghi trovano il monastero di Lindisfarne e decidono di saccheggiarlo, uccidendo tutti i monaci presenti, tranne alcuni che porteranno a casa come schiavi. Tra questi c'è anche Athelstan, un giovane monaco che parla la loro lingua. Ragnar decide di salvargli la vita, opponendosi a Rollo che invece vuole ucciderlo.
- Guest star: Vladimir Kulich (Erik), David Pearse (Svein), Nathan O'Toole (Bjorn).
- Altri interpreti: Diarmaid Murtagh (Leif), Tadhg Murphy (Arne), Jefferson Hall (Torstein), Jouko Ahola (Kauko), Eric Higgins (Knut), Craig Whittaker (Hakon), Eddie Elks (Olafur), Paul Kealyn (Fabbro), Carolyn Murray (Figlia del fabbro), Amber Jean Rowan (Schiava di Floki), Ruby O'Leary (Gyda), Will Irvine (Fratello Cenwulf), Des Braiden (Padre Cuthbert), Eddie Jackson (Monaco), Nathan Gordon (Monaco), Martin Phillips (Monaco anziano), Sebastiaan Vermeul Taback (Osiric).
- Ascolti USA: telespettatori 4 620 000[3]

## Espropriato
- Titolo originale: Dispossessed
- Diretto da: Johan Renck
- Scritto da: Michael Hirst

### Trama
Dopo il successo dell'incursione, Ragnar e il suo equipaggio tornano trionfalmente a casa con il loro ricco bottino. Il conte Haraldson non esita a convocare Ragnar nella grande sala, dove rivendica la totalità del tesoro. Il conte Haraldson permette all'equipaggio di prendere un oggetto dal tesoro e Ragnar sceglie Athelstan come suo schiavo. Da Athelstan, vuole apprendere la struttura politica dell'Inghilterra e vuole imparare l'old english. Su richiesta di Ragnar, Haraldson sancisce una nuova incursione, ma a condizione che uno dei suoi uomini, Knut, vada con l'equipaggio di Ragnar. Questa volta Ragnar porta con sé la moglie Lagertha e incarica Athelstan di proteggere la fattoria. Al loro sbarco, i vichinghi vengono accolti da truppe armate e Ragnar è incline ad accettare la loro offerta di accompagnarli pacificamente al villaggio. Suo fratello Rollo non è d'accordo e ne segue uno scontro dove i britannici vengono sconfitti.
- Guest star: Vladimir Kulich (Erik), David Pearse (Svein), Nathan O'Toole (Bjorn).
- Altri interpreti: Jouko Ahola (Kauko), Tadhg Murphy (Arne), Diarmaid Murtagh (Leif), Gary Farrelly (Ragazzo giovane), Will Irvine (Fratello Cenwulf), Carrie Crowley (Ellisef), Kevin McCann (Uomo in Kattegat), Eric Higgins (Knut), Ruby O'Leary (Gyda), Sam Doyle (Sassone 1), Sam Smith (Sassone 2).
- Ascolti USA: telespettatori 4 834 000[4]

## Difficoltà
- Titolo originale: Trial
- Diretto da: Ciarán Donnelly
- Scritto da: Michael Hirst

### Trama
In vista di un villaggio, Ragnar insiste ad aspettare fino al giorno successivo per attaccare, sapendo che la domenica la maggior parte della gente sarà a messa. Il piano funziona e Ragnar ed i suoi occupano e saccheggiano il borgo senza incontrare resistenza. Knut stupra una donna e viene sorpreso da Lagertha, egli allora tenta di violentarla e lei lo uccide. Tornati alla spiaggia vedono il passo sbarrato da un numeroso gruppo di guerrieri britannici guidati da lord Wigea. La battaglia è feroce ma alla fine i vichinghi ne escono vittoriosi. A Kattegat il conte Haraldson accusa Ragnar di aver ucciso Knut e lo fa arrestare per sottoporlo ad un processo. Nel tentativo d'ottenere una condanna, Haraldson offre a Rollo una tangente per convincerlo a testimoniare contro suo fratello. Ma al processo Rollo testimonia a favore di Ragnar facendo decadere ogni accusa. Mentre Ragnar con i suoi compagni festeggiano, degli uomini li attaccano di sorpresa. L'attacco viene respinto con successo ma tra i caduti c'è Erik, un amico di Ragnar.
- Guest star: Ivan Kaye (Re Aelle), John Kavanagh (Indovino), Vladimir Kulich (Erik), David Pearse (Svein), Nathan O'Toole (Bjorn).
- Altri interpreti: Tadhg Murphy (Arne), Diarmaid Murtagh (Leif), Jefferson Hall (Torstein), Jouko Ahola (Kauko), Eric Higgins (Knut), Sam Doyle (Sassone 1), Sam Smith (Edwin), Jonathon Kemp (Wigea), Peter Gaynor (Lord Edgar), Simon Coury (Prete dei sassoni), Elinor Crawley (Thyri), Carrie Crowley (Ellisef).
- Ascolti USA: telespettatori 4 540 000[5]

## L'attacco
- Titolo originale: Raid
- Diretto da: Ciarán Donnelly
- Scritto da: Michael Hirst

### Trama
Il conte Haraldson attacca la fattoria di Ragnar per dargli una lezione. I suoi uomini devastano gran parte della fattoria uccidendo tutti coloro che incontrano. Ragnar rimane ferito e si arrende per dar tempo alla sua famiglia di raggiungere la loro barca e mettersi al sicuro. Ragnar riesce a fuggire, ma è inseguito dagli uomini di Haraldson, e giunto sulla cima della scogliera, non ha altra scelta che lasciarsi cadere in mare. Fortunatamente viene visto e salvato in tempo da Althestan. Viene portato da Floki che gli fornisce le prime cure. Rollo intanto dice a Haraldson che Ragnar deve essere morto. Siggy lo avverte che il marito intende ucciderlo, ma l'avvertimento giunge troppo tardi e Rollo viene fatto prigioniero e poi torturato nel tentativo di fargli confessare il rifugio di Ragnar. Quando Ragnar viene a sapere da Torstein quello che è successo a Rollo, invia Floki come messaggero e sfida Haraldson a duello. Haraldson intanto ha organizzato un matrimonio per la figlia Thyri con il vecchio conte Bjarni, senza consultare né la moglie Siggy né sua figlia.
- Guest star: David Pearse (Svein), Nathan O'Toole (Bjorn).
- Altri interpreti: Kevin Flood (Uomo anziano), Maude Hirst (Helga), Elinor Crawley (Thyri), Trevor Cooper (Conte Bjarni), Jefferson Hall (Torstein).
- Ascolti USA: telespettatori 4 741 000[6]

## Sepoltura
- Titolo originale: Burial of the Dead
- Diretto da: Ciarán Donnelly
- Scritto da: Michael Hirst

### Trama
Inizialmente il conte Haraldson rifiuta la sfida di Ragnar ricordando le parole dell'indovino, ma poi cambia idea e accetta la sfida. Sebbene Lagertha tema che Ragnar sia ancora troppo debole, egli esce trionfante dal combattimento uccidendo il conte Haraldson e diventando il nuovo conte. Approfittando della confusione Siggy libera la figlia da quel matrimonio non voluto e uccide il conte Bjarni di Svealand. Rollo si prende la soddisfazione di uccidere Svein, il consigliere di Haraldson. Ragnar concede ad Haraldson un funerale degno del suo rango, ma il sacrificio di una schiava, che accetta volontariamente di seguire il vecchio conte nella morte, sconvolge Athelstan. È un lungo inverno freddo; Lagertha rimane nuovamente incinta e Siggy accetta la protezione di Rollo che le offre di diventare sua moglie. All'arrivo della primavera tre navi vichinghe raggiungono l'Inghilterra e s'inoltrano lungo il fiume Tyne. Intanto il re Aelle, saputo dell'arrivo dei vichinghi, si prepara a dar battaglia e fa uccidere lord Wigea per il suo poco coraggio, gettandolo in una fossa piena di serpenti.
- Guest star: John Kavanagh (Indovino), Ivan Kaye (Re Aelle), David Pearse (Svein), Nathan O'Toole (Bjorn).
- Altri interpreti: Gavan Duffy (Soldato 1), Trevor Cooper (Conte Bjarni), Elinor Crawley (Thyri), Ruby O'Leary (Gyda), Jefferson Hall (Torstein), Diarmaid Murtagh (Leif), Tadhg Murphy (Arne), Maude Hirst (Helga), Angus MacInnes (Tostig), Roanna Cochrane (Ragazza schiava), Christina Forbes (Donna anziana/Gigantessa sinistra), Dez McMahon (Parente di Haraldson), Michael Liebmann (Messaggero), Jonathon Kemp (Wigea), Peter Gaynor (Lord Edgar).
- Ascolti USA: telespettatori 3 310 000[7]

## Il riscatto di un re
- Titolo originale: A King's Ransom
- Diretto da: Ken Girotti
- Scritto da: Michael Hirst

### Trama
Sbarcati a terra, Ragnar e i suoi uomini costruiscono un accampamento fortificato. Intanto Re Aelle accoglie suo fratello Lord Aethelwulf in arrivo con le sue truppe. Ma Aethelwulf con il suo esercito viene rapidamente sconfitto quando Ragnar attacca il loro accampamento di notte. Ragnar accetta l'invito ad un incontro col Re Aelle per cercare un accordo. Ragnar chiede 2000 libbre di oro e argento come riscatto per il fratello del re e per lasciare le sue terre. Il re accetta ma a condizione che uno degli uomini di Ragnar venga battezzato. Rollo si offre volontario e riceve il battesimo, cosa che però provoca l'ira di Floki. Il re, però, non ha alcuna intenzione di pagare il riscatto e lancia un attacco al campo vichingo, ma l'attacco viene respinto ferocemente. Per vendetta Ragnar invia al Re il corpo senza vita di suo fratello, e Aelle si vede costretto a consegnare il denaro a Ragnar. Ma guardando le navi di Ragnar lasciare le sue terre, Re Aelle dichiara il suo odio eterno a Ragnar e ai suoi uomini e giura che non si darà pace fino a quando non si sarà vendicato. Intanto a Kattegat, Lagertha in assenza del conte Ragnar, dispensa giustizia saggiamente e accetta anche l'offerta di Siggy di diventare sua serva. Purtroppo Lagertha ha un aborto spontaneo; verrà confortata da Ragnar, il quale le farà capire di amarla ancora.
- Guest star: Ivan Kaye (Re Aelle), David Murray (Aethelwulf), Nathan O'Toole (Bjorn).
- Altri interpreti: Jefferson Hall (Torstein), Tadhg Murphy (Arne), Diarmaid Murtagh (Leif), Angus MacInnes (Tostig), Cathy White (Ealhswith), Sean Treacy (Egbert), Tristan McConnell (Guerriero sassone), Peter Gaynor (Lord Edgar), Matt Ryan (Contadino), Deirdre Mullins (Contadina), Cillian O'Gairbhi (Guerriero sassone 2), Andy Kellegher (Guerriero sassone 1), Gary Murphy (Vescovo), Jonathan Ryan (Nobile 3), James Flynn (Eadric), Michael James Ford (Nobile 2), Alexander Downes (Nobile 5).
- Ascolti USA: telespettatori 3 422 000[8]

## Sacrificio
- Titolo originale: Sacrifice
- Diretto da: Ken Girotti
- Scritto da: Michael Hirst

### Trama
Ragnar, la sua famiglia e gli altri viaggiano a Uppsala per rendere omaggio agli dei. È un viaggio che fanno ogni nove anni e invita Athelstan ad accompagnarli. Athelstan apprende che ci saranno dei sacrifici umani e animali. Re Horik accoglie Ragnar che gli giura fedeltà e si mette al suo servizio. Ragnar chiede a Horik di unire le forze con lui, in modo da poter inviare a ovest gruppi di incursori più grandi. Horik accetta ma ha un compito per lui e lo manda come emissario dallo Jarl Borg per reclamare la restituzione di alcune terre che Borg ora controlla. Il giorno dei sacrifici è preceduto da un periodo di festeggiamenti dove tutti si abbandonano ad ogni tipo di eccesso. Athelstan dichiara di aver rinunciato alla sua fede cristiana, ma scopre di essere lì per essere sacrificato. Fortunatamente per lui, il sacerdote non lo ritiene adeguato al sacrificio perché pensa che lui in realtà, non abbia ancora rinunciato al cristianesimo. Così il gruppo di Ragnar deve fornire un sostituto e Leif, uno degli uomini di Ragnar, si offre volontario e viene sacrificato per mano del re Horik insieme ad altri otto uomini e nove animali di ogni specie.
- Guest star: John Kavanagh (Indovino), Nathan O'Toole (Bjorn).
- Altri interpreti: Ruby O'Leary (Gyda), Diarmaid Murtagh (Leif), Tadhg Murphy (Arne), Jefferson Hall (Torstein), Maude Hirst (Helga), Elinor Crawley (Thyri), Damien Devaney (Sacerdote 1), Paul Ward (Sacerdote 2), Niall O'Sioradain (Sacerdote Uppsala), Steve Wilson (Compagno di Horik), Rudi Kennedy (Giovane uomo).
- Ascolti USA: telespettatori 3 850 000[9]

## Cambia tutto
- Titolo originale: All Change
- Diretto da: Ken Girotti
- Scritto da: Michael Hirst

### Trama
Su richiesta del re Horik, Ragnar insieme a suo fratello Rollo, suo figlio Bjorn e Floki viaggiano verso lo jarldom di Götland per negoziare le terre contese con lo jarl Borg. In attesa della risposta di re Horik alla controproposta di Borg, Ragnar incontra la bellissima principessa Aslaug e i due hanno un rapporto sessuale. Il tradimento di suo padre verso sua madre indigna Bjorn, che ammonisce severamente Ragnar e minaccia di raccontare tutto a Lagertha. A casa, Lagertha ha avuto strani sogni e temendo per Ragnar consulta il veggente che le dice che lui non è in pericolo per la sua vita, ma per il mondo magico. Ragnar reincontra nuovamente Aslaug che gli dice che è in attesa di un figlio. Intanto un'epidemia contagiosa colpisce Kattegat, mietendo numerose vittime tra cui la figlia di Ragnar e Lagertha, Gyda, e la figlia di Siggy, Thyri. Floki ritorna dallo jarl Borg con la risposta di re Horik che purtroppo è negativa. Il re ha respinto la proposta di Borg e ciò significa che la contesa verrà affidata alle armi e che ben presto i due eserciti si scontreranno. Spinto dall'ambizione e dall'invidia, Rollo si lascia convincere dallo jarl Borg a combattere al suo fianco contro suo fratello Ragnar.
- Guest star: Thorbjørn Harr (Jarl Borg), John Kavanagh (Indovino), Nathan O'Toole (Bjorn).
- Altri interpreti: Tadhg Murphy (Arne), Jefferson Hall (Torstein), Ruby O'Leary (Gyda), Elinor Crawley (Thyri), David Michael Scott (Nils), Michelle Costello (Serva 1), Rebecca Grimes (Serva 2), Michelle Beamish (Serva 3), Hillary Rose (Serva 4).
- Ascolti USA: telespettatori 3 580 000[10]